# Ebrima A. T. Jammeh
Alhaji Ebrima Ansu Tamba Jammeh allgemein bekannt als „EJ“ (* im 20. Jahrhundert in Yira Kunda; † 23. Juli 2023) war ein Seyfo im westafrikanischen Staat Gambia.

## Leben
Jammeh ist Enkel des Mama Tamba Jammeh (1890–1987). Er besuchte die Illiassa, Kaiaf und Kinteh Kunda Janneh Yaa Primary School und dann die Armitage High School. Dann war er beim Livestock Marketing Board tätig, diese Tätigkeit gab er 1988  zugunsten einer Laufbahn im Bereich internationaler Beschaffung auf und begab sich nach Deutschland und England. In Großbritannien war er in der sudanesischen Botschaft als Protokollbeauftragter  tätig. Später, nach Gambia zurückgekehrt, arbeitete er als Agent für Zollabfertigung und internationale Beschaffung.
Mit Wirkung zum 14. Oktober 2009 wurde Jammeh Nachfolger des im Juli 2009 verstorbenen Alhaji Foday Sarr Jammeh als Seyfo (auch die Bezeichnung Chief ist geläufig) vom Distrikt Upper Baddibu ernannt. Ab ca. 2012 diente Jammeh als Generalsekretär des National Council of Seyfolu.
Am 19. Juli 2023 wurde bekannt, dass Jammeh in den Ruhestand ging. Er starb kurz nach dieser Ankündigung am 23. Juli.

## Auszeichnungen und Ehrungen
- 2016 – July 22nd Revolution Award[8]